# George Hitchcock

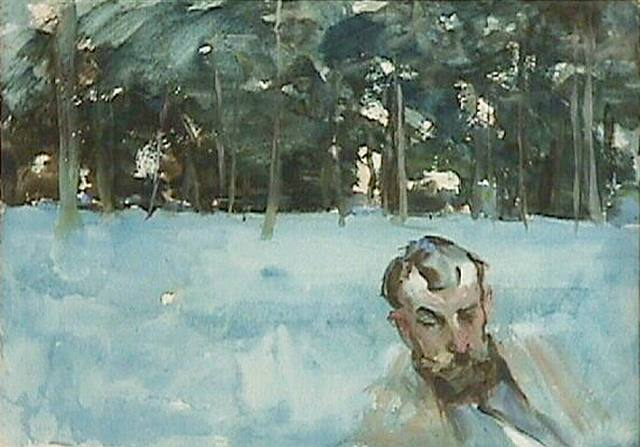
George Hitchcock door John Singer Sargent

George Hitchcock (Providence, 29 september 1850 - Marken, 2 augustus 1913) was een Amerikaans kunstschilder. Hij werkte het grootste deel van zijn actieve schildersleven in Nederland en was de belangrijkste voorman van de Egmondse School.

## Leven en werk
Hitchcock studeerde aanvankelijk rechten aan de Brown-universiteit in zijn geboorteplaats Providence en later aan de Harvard Law School. Daaropvolgend werkte hij ook enige tijd in de advocatuur te Chicago, maar hij voelde weinig roeping voor zijn vak en besloot in 1879 om kunstschilder te worden. Hij vertrok naar Londen en van daaruit naar Parijs, waar hij studeerde aan de Academie Julian, onder Gustave Boulanger en Jules Joseph Lefebvre. Vervolgens bezocht hij de Kunstacademie Düsseldorf om vervolgens in 1880 in de leer te gaan bij Hendrik Willem Mesdag in Den Haag.
In 1883 vestigde Hitchcock zich samen met zijn vrouw in Egmond aan den Hoef. Hij woonde er in een duinhuisje, waar later zijn vriend Gari Melchers in zou trekken. In 1884 kreeg hij er bezoek van keizerin Sisi van Oostenrijk die een schilderij van hem kocht. Hitchcock bleef altijd veel reizen. Zijn eerste internationale succes had hij in 1884, toen hij een gouden medaille won in de Parijse salon, waarna hij in tal van grote Europese steden exposeerde. In 1890 startte hij een zomerschool te Egmond aan Zee, vanaf 1893 gevestigd op het landgoed Schuijlenburg, waarmee hij vanuit de hele wereld schilders trok, onder wie Florence Kate Upton, Tamine Groeneveld, Fokko Tadama, Heinrich Heimes, James Jebusa Shannon, Paulus Adriaan Gildemeester, Alice Blair Ring, Hans Hermann, Walter MacEwen, Letta Crapo Smith en Karl Anderson. De school zou bestaan tot 1905, toen hij met zijn tweede vrouw Cecil Jay terug in Parijs ging wonen.
Hitchcock schilderde vooral veel kleurige Hollandse bloemenvelden, in een impressionistische stijl, vaak badend in helder zonlicht. Ook schilderde hij portretten van typisch Hollandse meisjes en religieuze thema's, symbolistisch uitgewerkt, inclusief stralenkransen, maar in een eigentijdse omgeving, zoals Gezegende moeder (Blessed mother, 1892, Cleveland Museum of Art). In zijn latere jaren reisde hij regelmatig naar Amerika om zijn werk te verkopen.
Hitchcock was lid van de National Academy of Design, de Akademie der Bildenden Künste te Wenen en het Legion d'Honneur, en was drager van de Frans Jozef-orde. Hij overleed op zijn boot in de haven van Marken in 1913, 62 jaar oud, waarna hij, en met hem de Egmondse School, enigszins in de vergetelheid raakte. Tegenwoordig hangen zijn schilderijen echter in tal van grote musea over de wereld, waaronder het Brooklyn Museum in New York, het Art Institute of Chicago en het Musée d'Orsay te Parijs. Zijn schilderij Tulip culture (De tulpentuin, 1889) bracht in 2010 ruim 1,7 miljoen dollar op bij Sotheby's.
Ook in Nederland is de belangstelling voor Hitchcocks werk in recente jaren sterk toegenomen. Kunstkenner Peter van den Berg schreef een boek over zijn leven en de geschiedenis van de Egmondse School onder de titel De Uitdaging Van Het Licht (2009). Jeroen Krabbé sprak het verhaal van de Egmondse School in op een CD. In 2010 vond een expositie van het werk van Hitchcock plaats in Museum Kranenburgh en vervolgens in het Singer museum, onder de titel ‘Dutch Utopia’. In 2012 werd een borstbeeld van Hitchcock onthuld in het centrum van Egmond aan den Hoef.

## Galerij

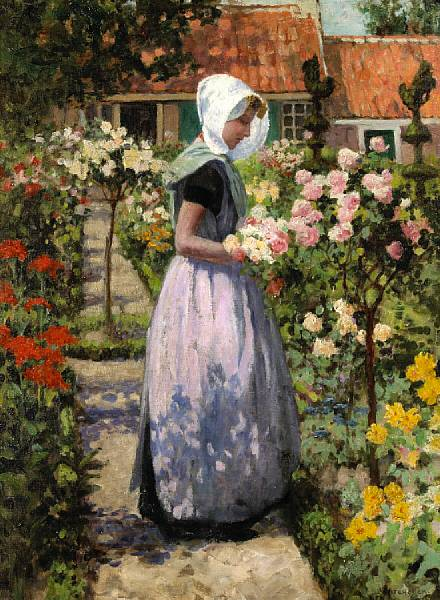
Hollands meisje in de tuin
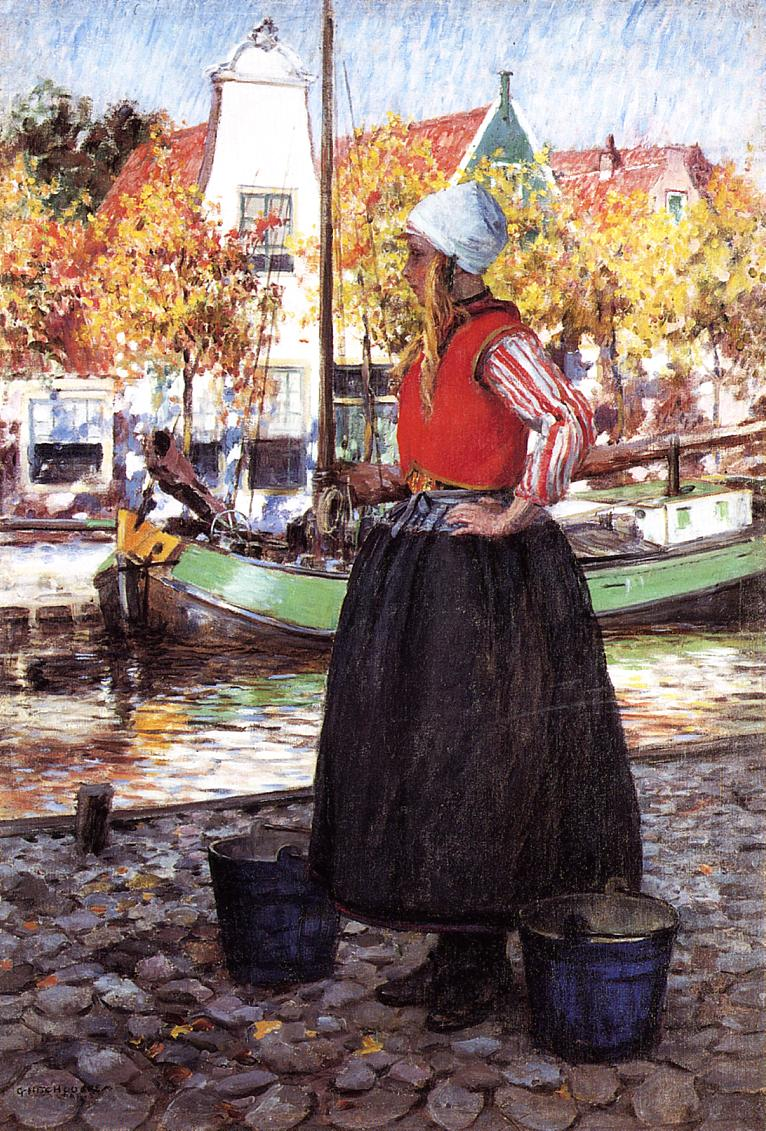
Vrouw bij het kanaal
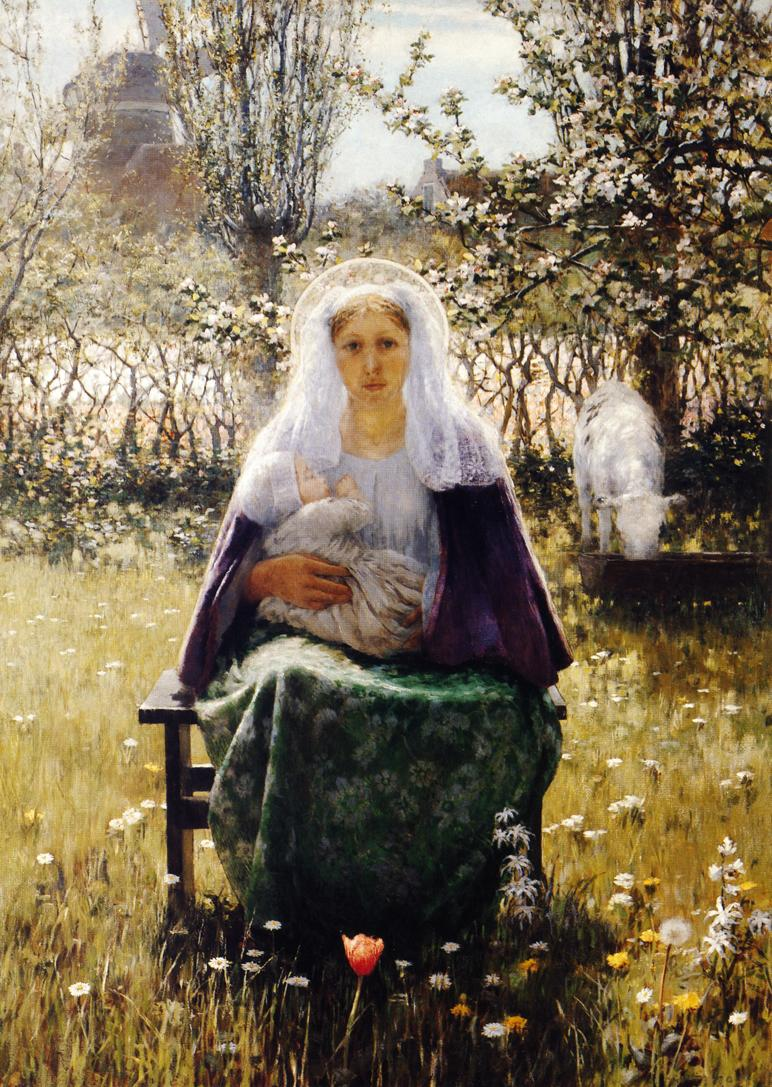
Gezegende moeder
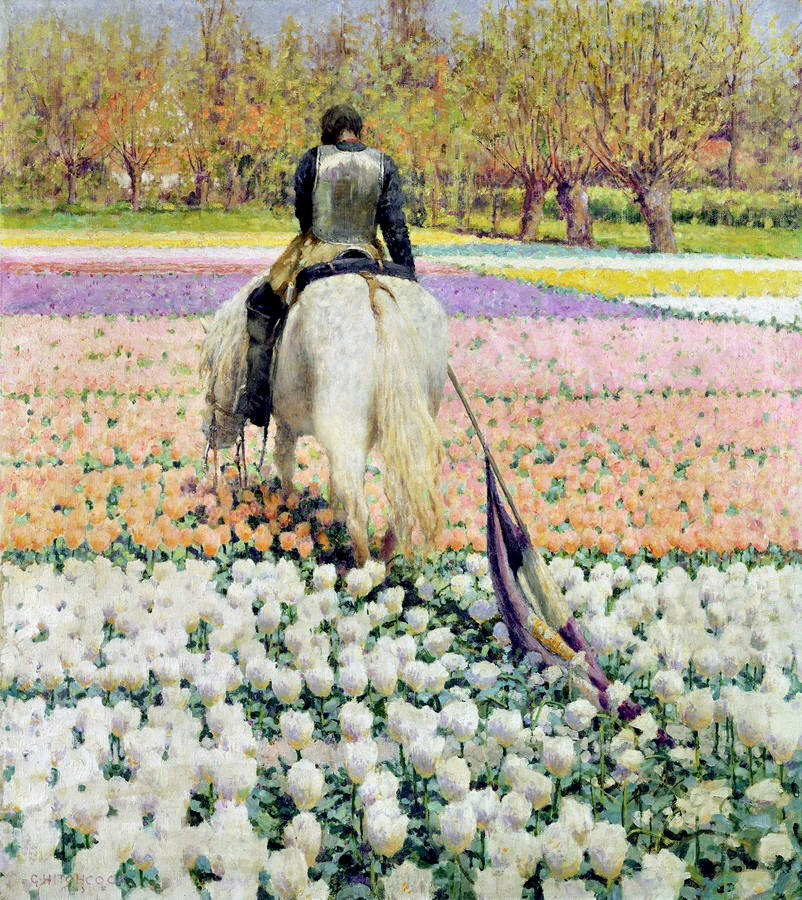
Overwonnen
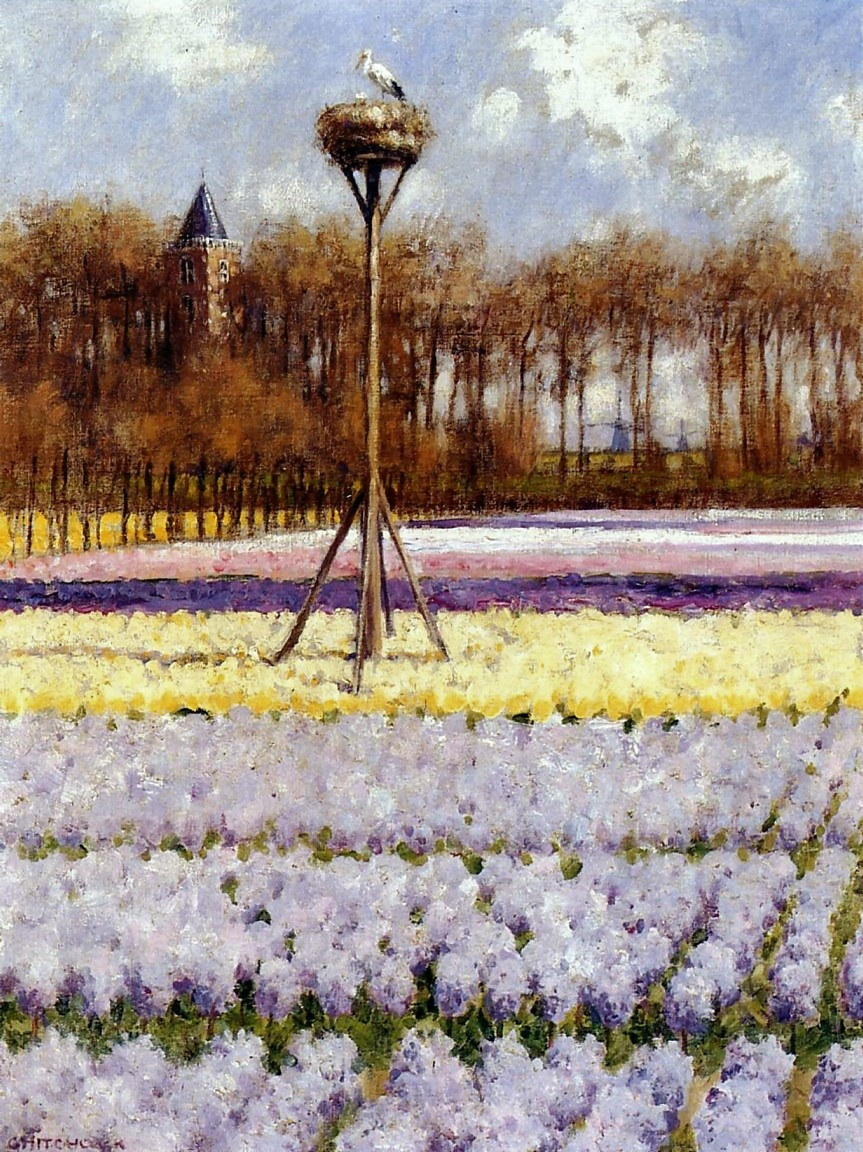
Het ooievaarsnest
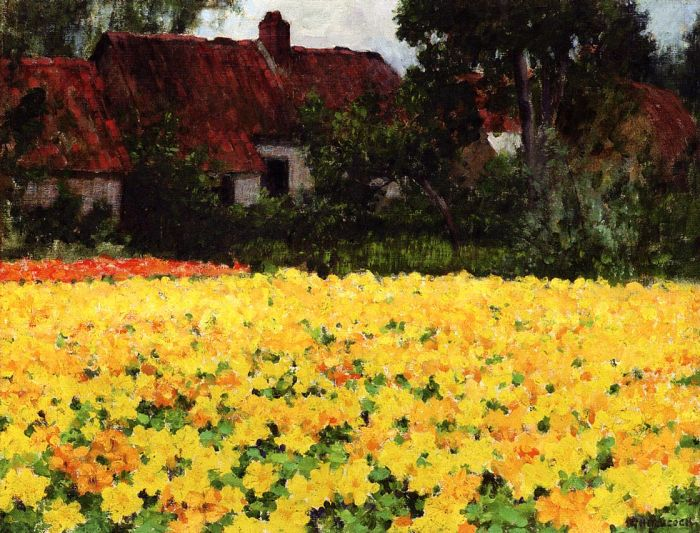
Geel bloemenveld
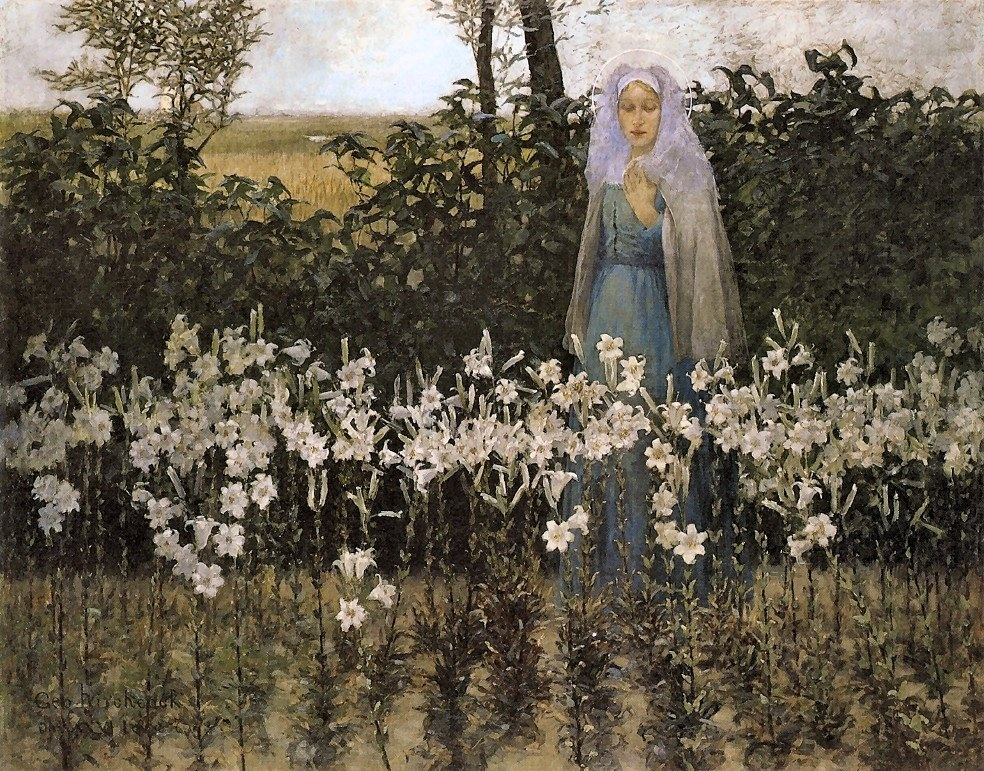
De annunciatie
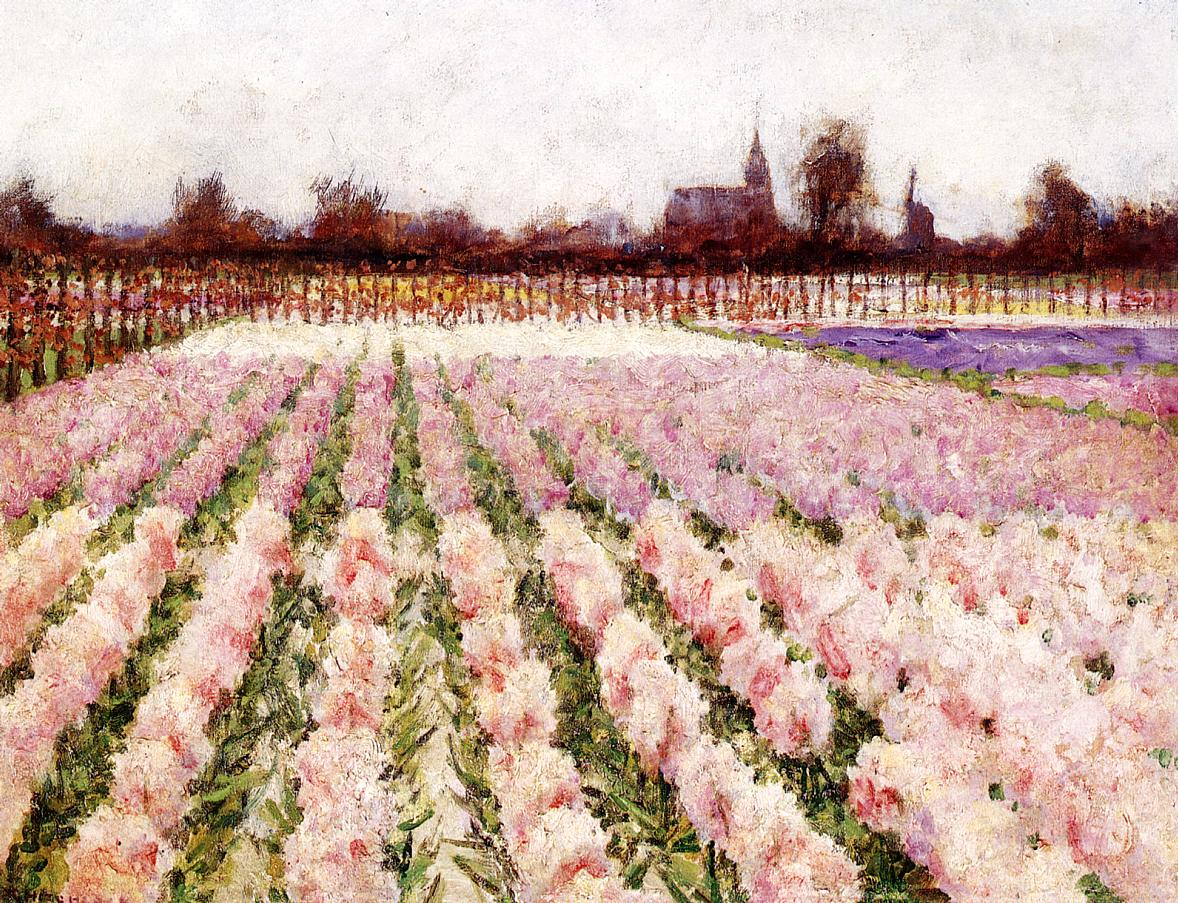
Bloemenveld
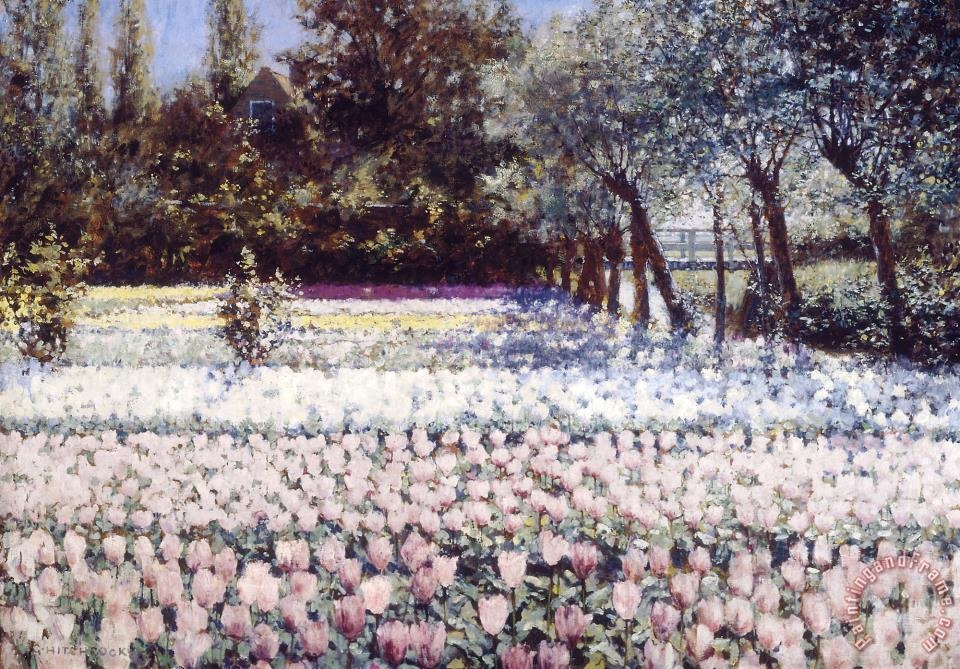
In de vroege lente
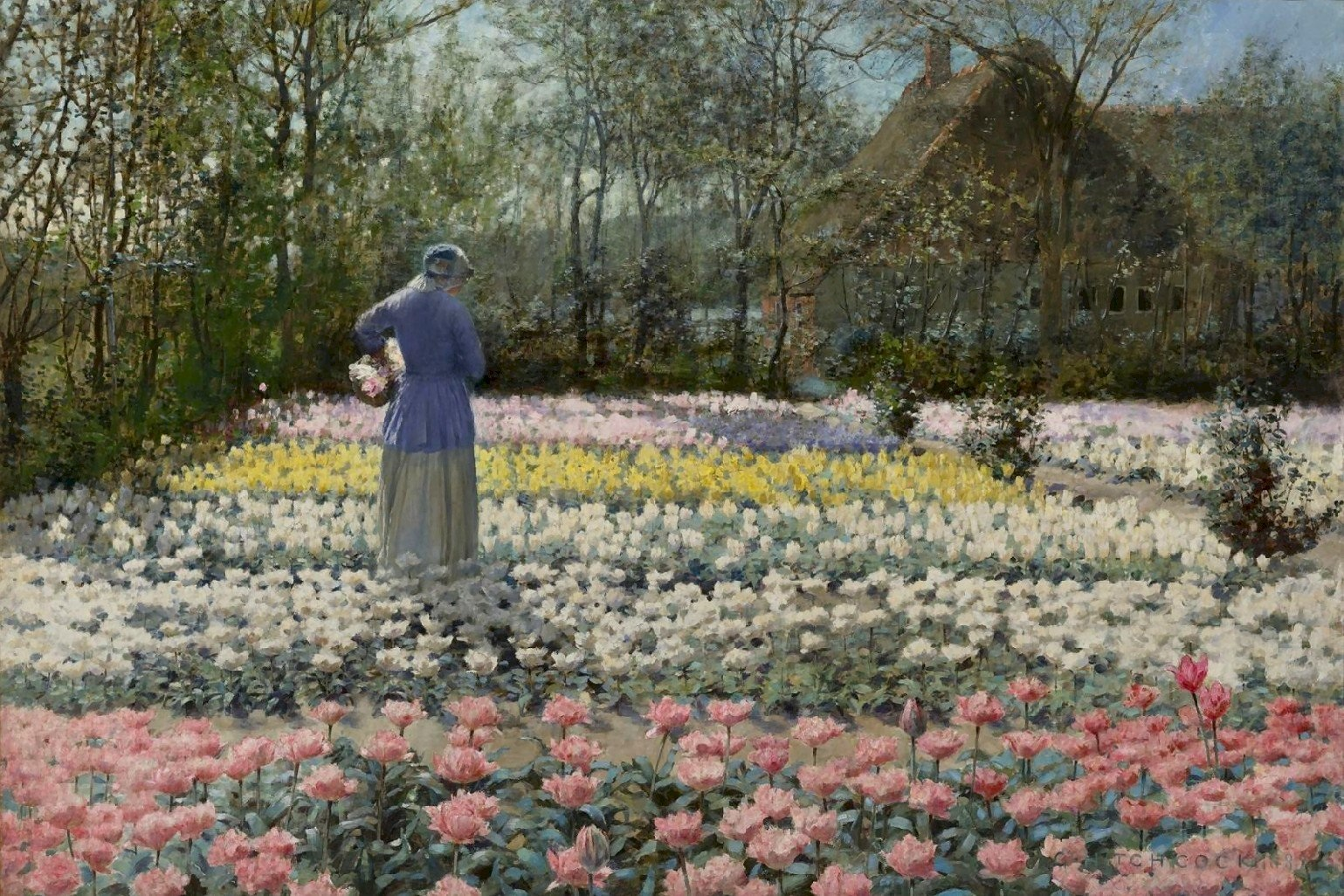
Tulpentuin (in 2010 voor 1,762.500 dollar verkocht bij Sotheby's)